# 感知並回應
感知並回應（Sense and respond）在控制理论中已使用了數十年之久，主要是在閉迴路系統中，會比較量測到的數值及理想值之間的差距，並且調整系統使兩者的差異越小越好。感知為控制系統中的感測器及回授迴路，回應則對應控制器。
自1980年代初期，感知並回應也用來描述一些開迴路系統。
「感知並回應」是在1992年時開始用在商業概念上，最早是出現在美國管理協會的《Management Review》期刊中，一篇由Stephan H. Haeckel所寫的文章中。這是Haeckel在IBM的Advanced Business Institute所發展出來的。
感知並回應是以精益原則為基礎，依循以下的URSLIMM原則：
- U（understand customer value）：瞭解顧客價值
- R（remove waste）：減少浪費
- S（standardize）：標準化
- L（learn by doing）：實作中學習
- I（involve everyone）：全員參與
- M（measure what matters）：量測重要的事物
- M（manage performance visually）：可視化的管理績效